# Észt euróérmék
Az észt euróérmék nemzeti oldalának kinézetéről 2004 decemberében döntöttek Észtországban. Az észt euróérmékre kiírt pályázaton az ország lakosság a Lembit Lõhmus által készített tervet választotta. Mindegyik euróérmén Észtország térképe található, alatta az Eesti (Észtország) felirat, körben pedig az Európai Unió egyik szimbóluma, a tizenkét ötágú csillag helyezkedik el.
Az észt kormány az euró bevezetését Szlovéniával egy időben, 2007. január 1-jére tervezte, de ezt az időpontot nem sikerült tartani. Az észt kormányzati tervek szerint az euró észtországi bevezetésére legkésőbb 2011. január 1-jéig kerül sor, amelyet végül sikerült is betartani. Az Európai Pénzügyminiszterek Tanácsa 2010. június 8-án engedélyezte, hogy Észtország az euróövezet tagja legyen 2011. január 1-jén. Ezzel Észtország lett az Eurózóna első tagja a volt szovjet tagállamok közül.

## Az észt euró nemzeti oldalának éremképei
| 1 cent  | 2 cent  | 5 cent                  |
| ------- | ------- | ----------------------- |
|         |         |                         |
|         |         |                         |
| 10 cent | 20 cent | 50 cent                 |
|         |         |                         |
|         |         |                         |
| 1,00 €  | 2,00 €  | € 2 oldalának bordázata |
|         |         |                         |
|         |         |                         |